# Opkamer

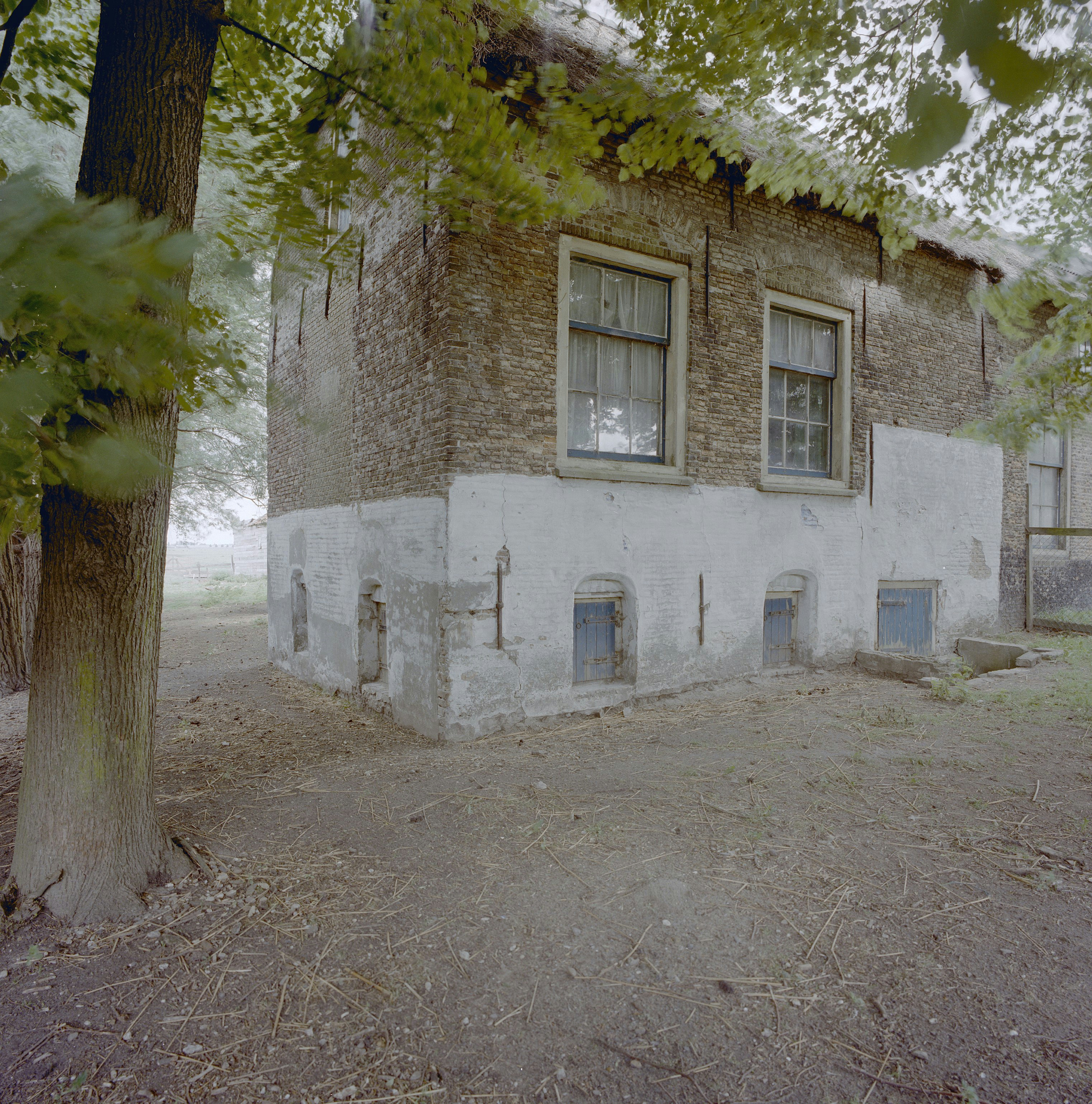
Buitenaanzicht van opkamer van een boerderij uit de 16e eeuw

Een opkamer of voutekamer (Vlaams) is een kamer die hoger ligt dan naastgelegen kamers van een huis. De reden is meestal dat er een souterrain onder ligt. De opkamer is bereikbaar via een trap van enige treden of een opstapje dat soms op het schuinliggende kelderluik is aangebracht.
Opkamers komen vooral voor in oude grachtenpanden en boerderijen. In de souterrains waren in de herenhuizen werkruimtes, zoals de keuken of woningen voor personeel, en in het boerenbedrijf een koele opslagruimte voor melk of andere producten. Het gebruik van de opkamer varieerde van ‘nette’ kamer voor speciale gelegenheden tot slaapkamer.

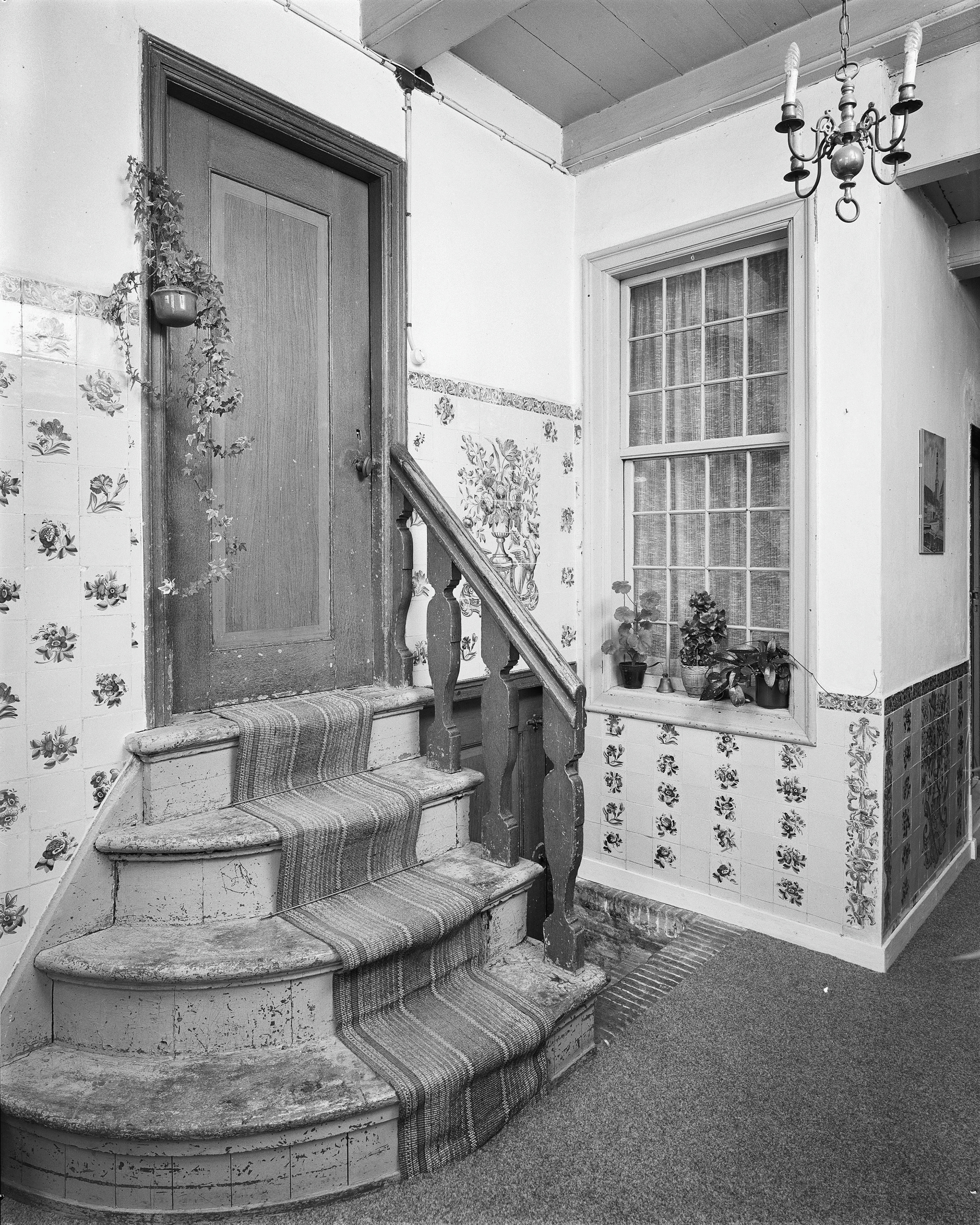
Trap met toegang tot opkamer in een woonhuis
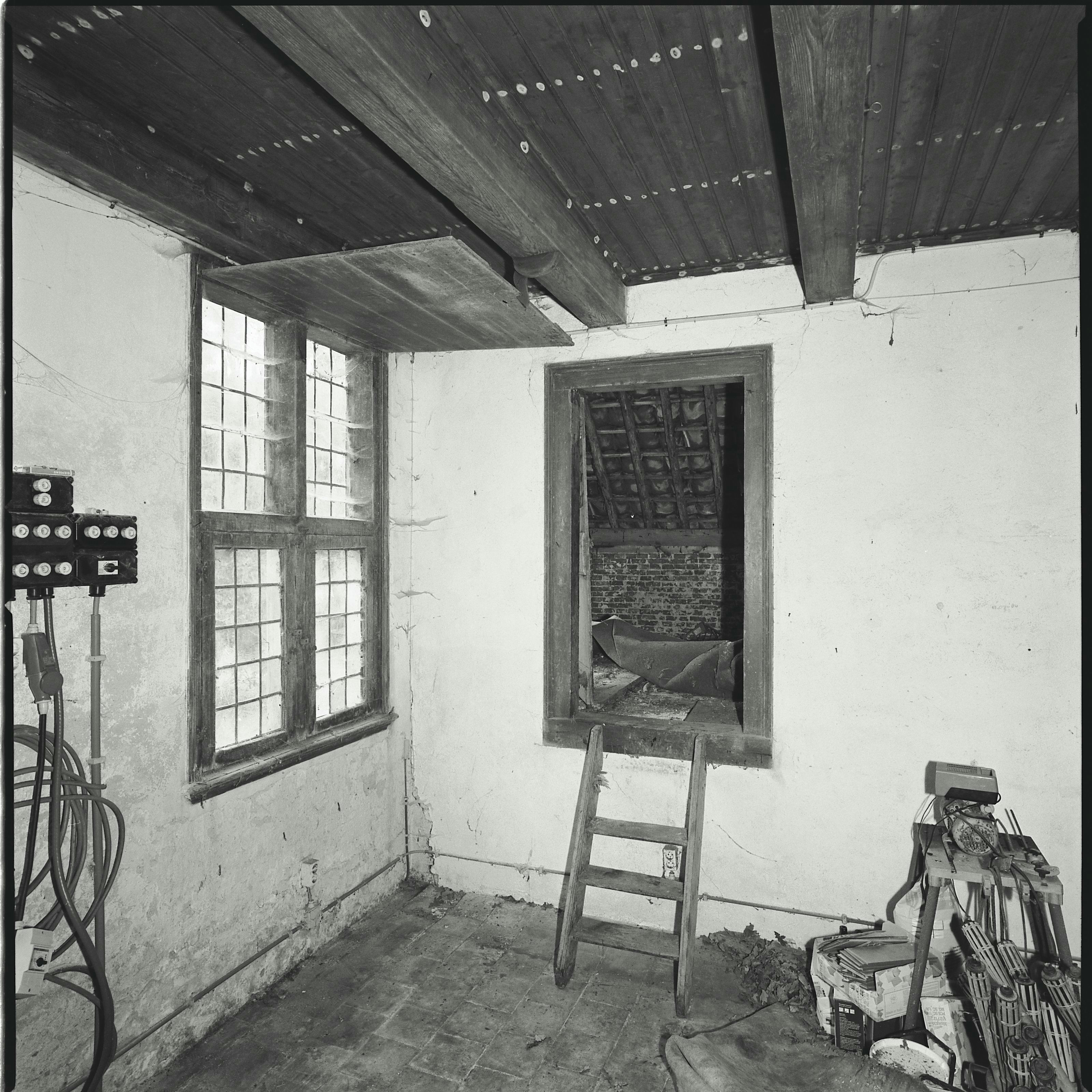
Opkamertje annex aan woonkamer boerderij
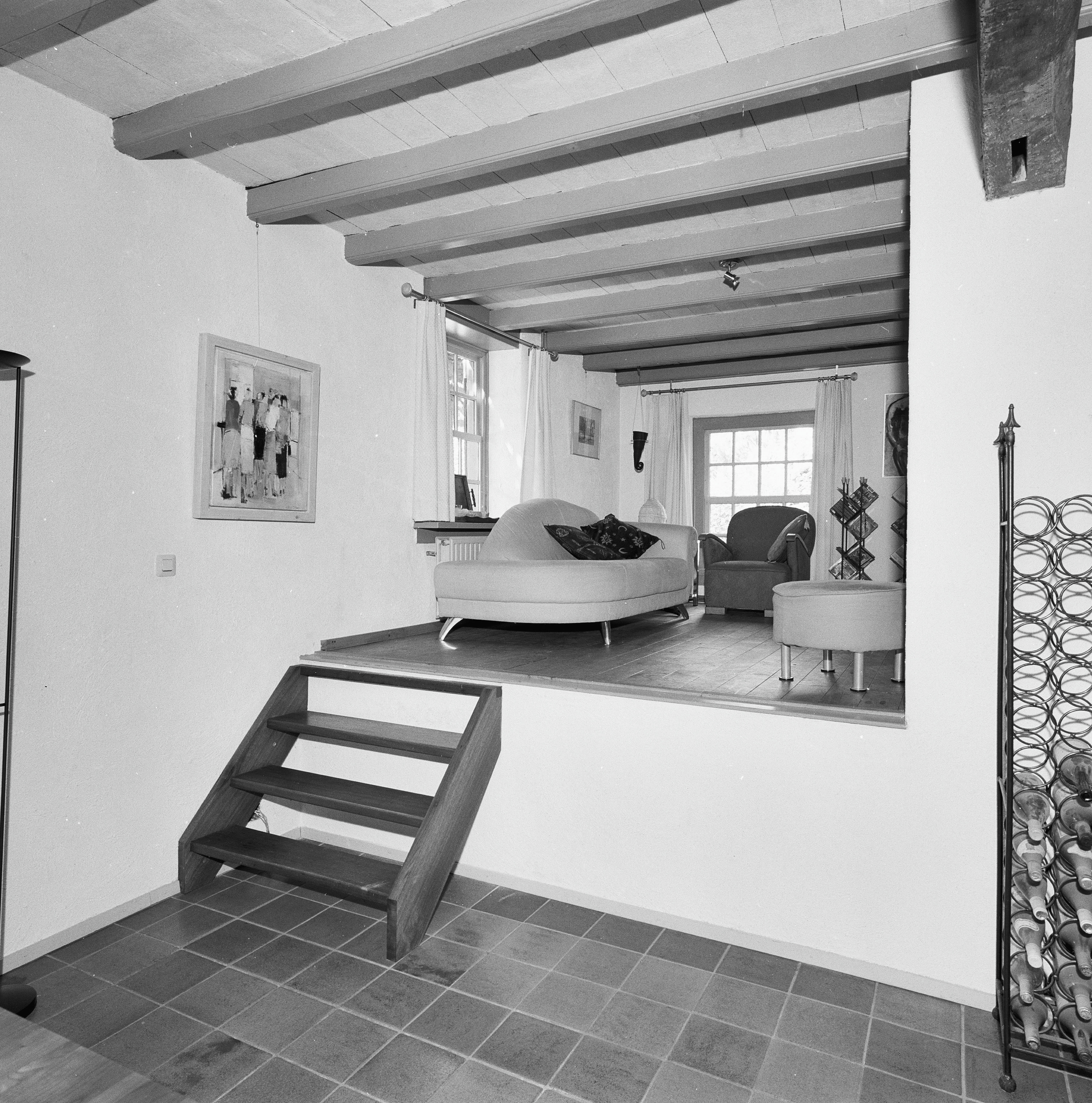
Trapje naar gerenoveerde opkamer